# مملكة الشلك
كانت مملكة الشلك، التي يهيمن عليها قبيلة الشلك، تقع على طول الضفة اليسرى النيل الأبيض في المنطقة التي تغطي الآن جنوبي السودان ودولة جنوب السودان كانت عاصمتها ومقرها الملكي في مدينة فشودة. وفقًا لتاريخ الشلك الشعبي والروايات المجاورة، تأسست المملكة على يد نيكانغ، الذي عاش على الأرجح في النصف الثاني من القرن الخامس عشر. تمكن الشلك، وهم عرق نيلي، من إنشاء مملكة مركزية بلغت ذروتها في أواخر القرن الثامن عشر وأوائل القرن التاسع عشر، بالتزامن مع تراجع سلطنة الفونج الشمالية. في القرن التاسع عشر، تعرض الشلك لاعتداءات عسكرية من السلطنة العثمانية، مما أدى إلى تدمير المملكة في أوائل ستينيات ذلك القرن. في الوقت الحاضر، لم يعد ملك الشلك زعيمًا سياسيًا مستقلاً، بل هو زعيم قبلي تقليدي ضمن حكومتي جنوب السودان والسودان. ملك الشلك الحالي يكون ريث كونجو داك باديت، الذي اعتلى العرش عام 1993.
كان النظام الملكي (الريث) ذا طبيعة سياسية ودينية. يضمن الملك النظام الاجتماعي. وكانت صحته وصحة الأمة متشابكة. تتم العبادة في طقوس مستوحاة من الأسطورة الوطنية لنييكانغ، أول ريث. تمت دراسة مملكة الشلك ومعتقدات شعبها في عام 1911 من قبل تشارلز سيليجمان وفي عام 1916 من قبل عالم الأنثروبولوجيا البريطاني جيمس جورج فريزر في الغصن الذهبي . وصف سيليجمان شكل حكومة الشلك بأنه " ملكية مقدسة ". 

## الجغرافيا والناس
امتدت المملكة على شريط من الأرض على طول الضفتين الغربية والشرقية للنيل الأبيض ونهر السوباط، بدءًا من بحيرة نو حتى خط عرض 12 درجة شمالًا تقريبًا. يرتبط شعب الشلك ارتباطًا وثيقًا بالمجموعات العرقية الأكبر في جنوب السودان، مثل النوير الذين يجاورونهم من الجنوب، والدينكا من الشرق. كما ترتبط لغتهم بلغة قبيلة الأنواك القاطنين بالقرب من نهري بارو وبيبور.

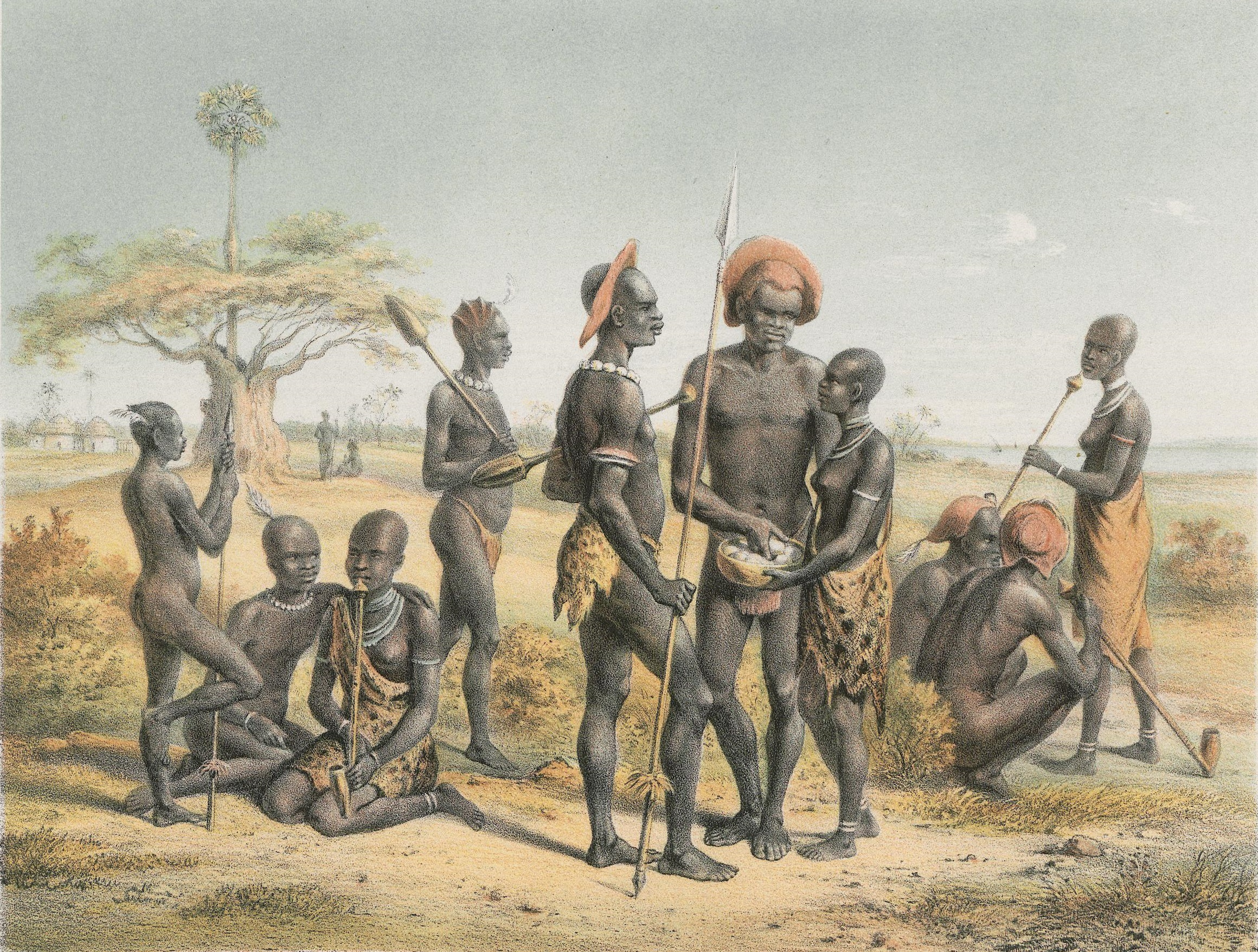
مجموعة من الشلك في حوالي عام 1860، قبل سقوط المملكة مباشرة. كان الرجال إما عراة أو يرتدون جلود القطط أو الحملان الصغيرة، بينما كانت النساء والأطفال يرتدون جلود العجل.

يشير هذا (واعتقاد العديد من الشلك) إلى أصل مشترك مع الأشولي ، وهي مجموعة عرقية أخرى تعيش على حدود أوغندا وجنوب السودان ولوو في تنزانيا وكينيا وجمهورية الكونغو الديمقراطية وتشاد وجمهورية أفريقيا الوسطى وإثيوبيا (أنواك).
مارس الشلك، مثل معظم القبائل النيلية في جنوب السودان مثل النوير والدينكا، تربية الماشية شبه المنتقلة وزراعة بعض الحبوب. ارتكز نظامهم الاجتماعي على المساواة، وحملت قطعان الماشية قيمة رمزية كبيرة. لا يزال أسلوب حياة الشلك الحديث مشابهًا، لكن قطعانهم أصبحت أصغر حجمًا. استقر الشلك لأن الأرض على طول النيل الأبيض كانت أكثر خصوبة من أي مكان آخر في المنطقة. جعلتهم زراعة الدرة، وهي نوع من الذرة الرفيعة، شعبًا زراعيًا مزدهرًا نسبيًا، باستثناء فترات الجفاف الطويلة. في عام 2005، قُدر عدد سكان الشلك بـ 1.7 مليون نسمة؛ بينما في القرن التاسع عشر، قُدر عددهم بـ 200,000 نسمة يعيشون في مئات القرى.  تم تقسيم المملكة إلى مقاطعتين: غير (جارو) في الشمال ولواك (لواجو) في الجنوب. وقُسمت هذه بدورها إلى مناطق. قُسمت المملكة إلى مقاطعتين: جهر (جارو) في الشمال ولواك (لواجو) في الجنوب. وقُسمت هذه المقاطعات بدورها إلى مناطق.

## تاريخ

### النشأة والهجرة
وفقا لأساطير الشلك، تأسست المملكة في عام 1490. كان حاكمها الأسطوري الأول ("ريث") هو البطل المعروف باسم نيكانغ الذي ادعى أنه نصف تمساح ويمتلك القدرة على التحكم في المطر.  كان نيكانغ نجل الملك أوكوا، الذي حكم دولة تقع "في أقصى الجنوب بالقرب من بحيرة كبيرة". قد تكون هذه بحيرة ألبرت ، حيث يعيش الأشولي . بعد وفاة أوكوا، ذهب نيكانغ إلى الحرب مع شقيقه دواد، الوريث الشرعي للعرش. في مواجهة الهزيمة، غادر نيكانج وطنه مع حاشيته وهاجر شمال شرق واو (بالقرب من بحر الغزال ، "نهر الغزلان" باللغة العربية). هنا (المعروف لدى الشلك باسم Pothe Thuro ) تزوج نيكانغ من ابنة ديمو، الساحر المحلي. بعد الصراع مع ديمو هاجر نيكانج شمالًا (عبر بحر الغزال) إلى أسيتاجووك (قرية الشلك على بعد حوالي 30 كيلومتر (19 ميل) غرب قرية تونغا) حوالي عام 1550. ثم سافر نيكانغ إلى نيلوال، وهي منطقة غير مأهولة تقع غرب مدينة ملكال الحالية.  في النهاية، تدعي الأساطير أن نيكانغ اختفى في زوبعة وسط المعركة. 

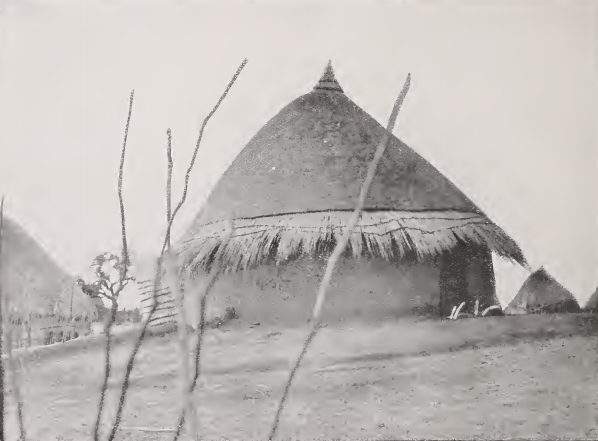
ضريح مخصص لنيكانغ، أوائل القرن العشرين

### مملكة

#### الصراعات الحدودية

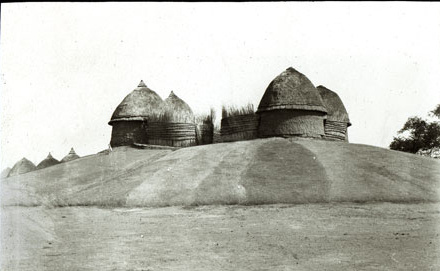
أطورويك، تلة منزل ملك الشلك في فشودة مع أكواخه الأربعة المبنية على القمة. تصوير تشارلز غابرييل سيليجمان

خلال القرن السابع عشر، قام رؤساء القرى في المملكة الشلك بمحاولات لضمان وجود فائض من الموارد، حيث داهموا ونهبوا السكان المجاورين في الشمال والجنوب على طول النيل الأبيض. كان النهب عادة ما يُنفذ من قبل رؤساء بوده، أو مجموعات القرى. لم يكن ريث استثناءً؛ حيث كان يرسل محاربي الشلك من الجنوب إلى أراضي الدينكا للقيام بعمليات النهب. من خلال حصوله على حصة كبيرة من النهب، زاد ريث من ممتلكاته وتأثيره في بلاد الشلك باستخدام رجاله المسلحين، المعروفين باسم باث ريث. لا يزال توقيت هذه الأحداث غامضًا، ولا يُعرف بوضوح ما إذا كان ريث يمثل شخصية واحدة من سلالة واحدة أو عدة ريثات متعايشين، وإذا كان الأخير، فقد يكون هناك عدة سلالات مختلفة.
بين عهد الملك أوداك أوتشولو (ق. 1600–1635) وعام 1861، حاول الشلك توسيع حدودهم الشمالية عسكريًا. وكان جزء وادي النيل الأبيض بين قريتي مومو وعسلاية غير مناسب للزراعة؛ ومع ذلك، توفرت السافانا الشمالية بفرص كبيرة للصيد وصيد الأسماك وجمع العسل. وللسيطرة على التجارة في النيل الأبيض، أقام أوداك أوتشولو تحالفًا مع سلطنة دارفور، ودعمها في حروبها ضد الفونج في سلطنة سنار.
وبحلول عام 1630، كانت قبيلة الدينكا جنوب وغرب بلاد الشلك قد غزت الحدود الجنوبية لسلطنة سنار. استمر تقدم الدينكا خلال القرنين السابع عشر والثامن عشر باتجاه منطقة ولاية الجزيرة . وقبل أن يغير هذا التوازن الاستراتيجي، اتحد الشلك والفونج ضد الدينكا ووقفوا أمامهم عسكريا. كان هذا العصر بمثابة بداية علاقات الشلك الاقتصادية مع المجموعات الأخرى (الفونج والعرب والتجار الأوروبيين والمهديين ).

#### العصر الذهبي
بعد عام 1650، بدا أن سكان الشلك (على الرغم من تنوعهم) اكتسبوا إحساسًا بالوحدة الوطنية، مصحوبًا بتعزيز السلطة الملكية. أسست حكومة ريث والحكومة الأكثر مركزية احتكارًا للموارد الاقتصادية والتجارة. يرجع هذا الدمج في المقام الأول إلى النجاح العسكري لملك الشلك دوكوث ( ق. 1670-1690). واستمرت أعمال النهب عند منبع النيل الأبيض في أراضي الدينكا وغربا حتى جبال النوبة .
في عام 1684، دمر الجفاف محاصيل الشلك. بسبب الجوع، حمل العديد من الرجال السلاح ونزلوا النهر إلى الشعوب العربية في السودان الحالي. تم تنسيق عمليات النهب هذه من النهر. كان الرجال الذين يرتدون الزوارق يداهمون المناطق العربية الشمالية. خلال هذا الوقت كان النيل الأبيض يعرف باسم بحر الشلك ، "نهر الشلك". أسس الملك توغو (راد توغو) ( ق. 1690–1710)، ابن راد دهوكودو، فشودة لتكون المقر الدائم لملوك الشلك وأقام طقوسًا متقنة واحتفالات تنصيب.

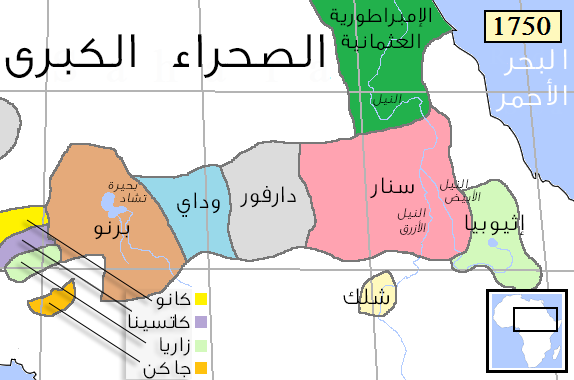
الدولة على طول الساحل عام 1750

وصلت مملكة الشلك إلى ذروتها في القرن الثامن عشر،  مع تراجع قوة سلطنة سنار. واتخذ ملوك الشلك من اختفاء سنار من المشهد السياسي فرصة لتعزيز موقفهم على الحدود الشمالية. وكانت القوافل تحت تأثير ملوك الشلك، وتم إثراؤها من خلال خدمة النقل المكوكية التي أتاحها الشلك للتجار الراغبين في عبور النيل الأبيض إلى عسلاية عند السفر بين ولاية سنار والأبيض .[بحاجة لمصدر]</link> قامت مملكة الشلك بتوسيع أراضيها حتى التقاء النيل النيل الأزرق والأبيض، حيث تم بناء الخرطوم لاحقًا، وهزمت العديد من محاولات الغزو من قبل شعوب الشمال. 

#### التراجع والاستعادة

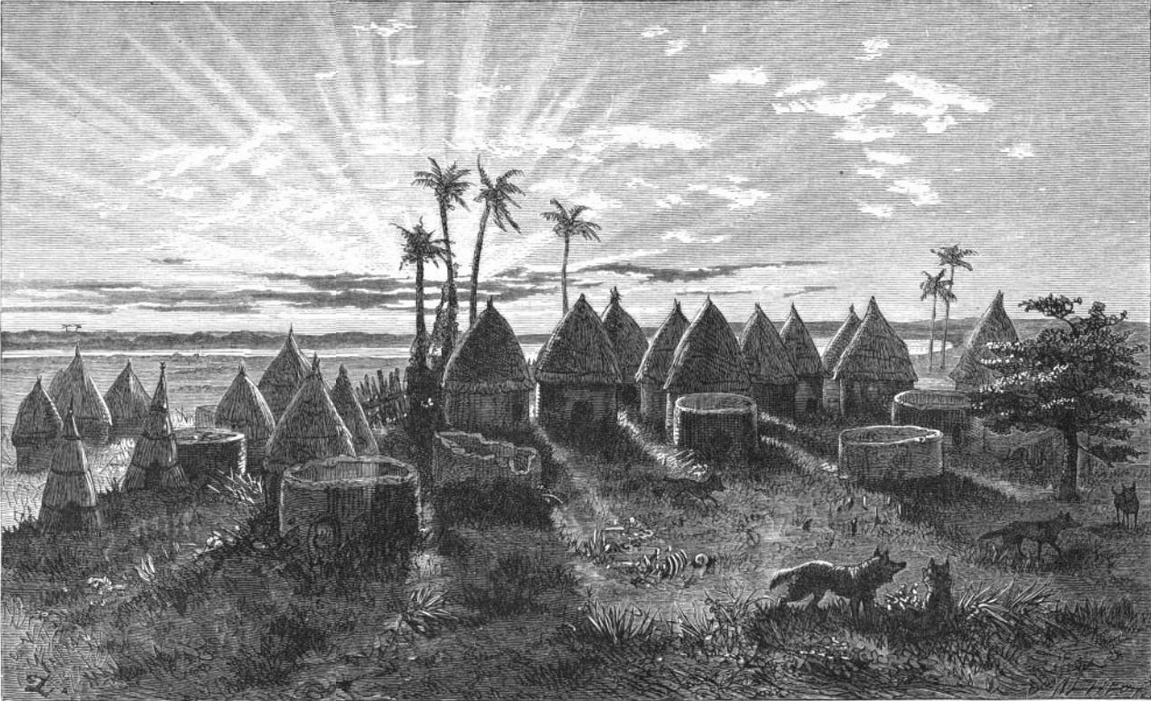
قرية الشلك المهجورة بعد غارة العبيد التركية عام 1862

في عام 1786، بدأت سلطنة الفونج في سنار فترة من التراجع.  وكان السلطان عدلان الثاني منزعجا من حربه مع قبيلة همج التي أقيمت جنوب بلدة الروصيرص ، بعد 30 عاما من الفوضى والنهب على يد شيخ ناصر همج . في عام 1820، بدأ والي مصر محمد علي حملته الجنوبية لغزو السودان . في ذلك العام، وضعت القوات التركية المصرية التابعة لإسماعيل باشا حدًا نهائيًا لسلطنة الفونج. أصبحت المواجهة بين العثمانيين والشلك حتمية.

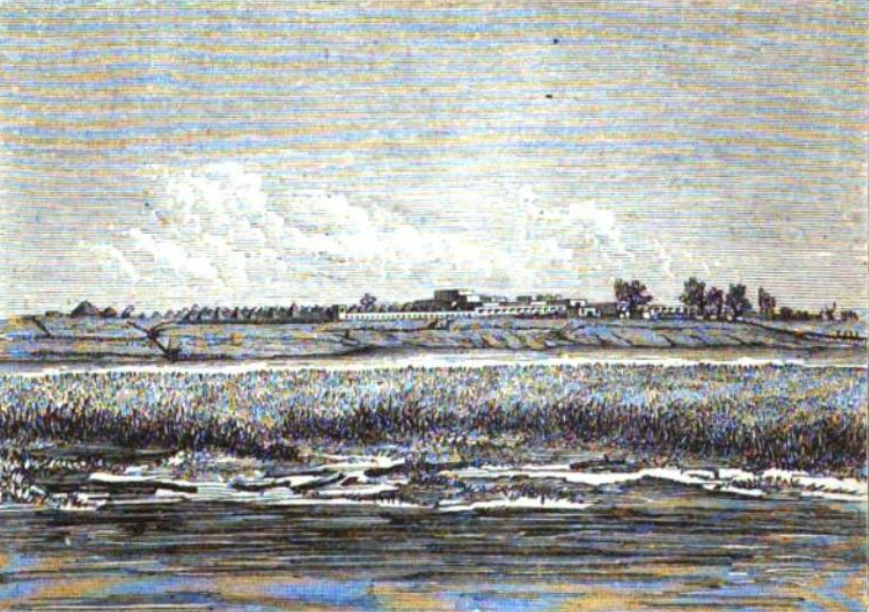
فشودة عام 1869، عندما أصبحت مقرًا للوالي المصري

ابتداء من عام 1821، وعلى الرغم من مقاومة الشلك، بدأت الحدود الشمالية في التراجع. وقعت أول غارة مؤكدة للعبيد من قبل الشماليين على أراضي الشلك في عام 1826.  ومنذ ذلك الحين، أصبحت المملكة مستهدفة بشكل متزايد من قبل المغيرين. في عهد ريث نيوكويجو ( ق. ) عبرت قوة موحدة من الدينكا والنوير نهر السوباط ، مما كلف الشلك السيطرة الكاملة على النيل الأبيض. بحلول عام 1865، فقدت مملكة الشلك جزءًا من مكانتها السياسية. مملكة الشلك (شولو) الحالية معروفة لدى السودانيين باسم Pödh Cøllø (السودان) بعد استقلال جمهورية السودان .
أراضي ما كانت مملكة الشلك أصبحت الآن جزءًا من جنوب السودان وملك الشلك الحالي هو ريث كوونجو داك باديت الذي خلف رثشيب في عام 1993 بعد وفاة الملك السابق ريث أيانج أني كور في عام 1992.

## ثقافة

### الهيكل الاجتماعي

#### النسب (كوا)
كلمة كوا تعني "الجد" أو "السلف". Kwaarø و Kwari لهما معاني متشابهة، لكنهما يشيران ضمنيًا إلى النسب: "حفيد" و"أسفل".  وهم مرادفات الشلك لكلمة "النسب" و"العشيرة". ينحدر أعضاء الكوا من نفس الجد، كوار كوا ؛ Kwar Okëëlø تعني جميع أحفاد Okëëlø (اسم الشخص). يستخدم هذا النظام أيضًا مع الشخصيات الأسطورية. تمت دراسة أكثر من 100 سلالة. 
أمثلة على كوا هي: 
- تأسست Kwa Ajalø على يد جالو، المنفي مع Nyikaangø (نيكانغ).
- تم تأسيس Kwa Mønø على يد Mønø، وهو خادم التقى به Nyikaaŋø عندما وصل إلى بلد Shilluk.
- تأسست Kwa Ju على يد جو، الأخ غير الشقيق لنيكانجو.
- تأسست Kwa Tugi على يد Tugø، وهي روح وجدها Nyikaangø في النهر.
- تأسست Kwa Tuga على يد Tuga، وهو عربي تزوجت أخته من Nyikaangø.

#### المجموعة (بودهو)

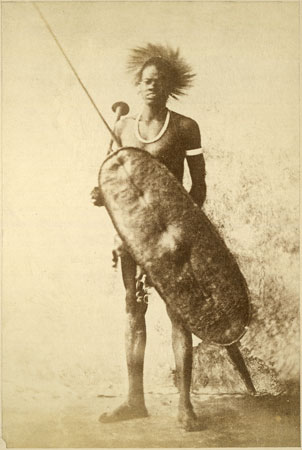
محارب الشلك في أواخر القرن التاسع عشر

قد يشير مصطلح pödhø ، أو التجمع، إلى أي مجموعة مجمعة، أو دولة الشلك، أو مجموعة أو اتحاد. في السياق الأخير، تشير كلمة pödhø إلى مجموعة من القرى التي تسكنها عدة سلالات وتتحد للدفاع المتبادل تحت قيادة زعيم واحد. اتحاد القرى هذا هو أساس البنية الاجتماعية للشلك. المنطقة لديها أكثر من 100 pödhø . 
قبل وأثناء الاستعمار البريطاني، اتحدت هذه السلالات ضد خطر الحروب القبلية. ومع ذلك، خلال وقت السلم، انحلت المجتمعات بسبب الصراع الداخلي. واجه العديد من الأشخاص صراعًا في الولاء بين زعيمهم وزعيم كوار . 
في الأصل، أعطى نيكانغ كل سلالة بوده كأرضها الأصلية. وإذا كان هذا الخط لا يزال موجودا فإنه يعتبر مالك الأرض ويعرف أفراده بالديل . تُعرف الخطوط الأخرى التي تعيش في المنطقة من الهجرات اللاحقة باسم wëdhdh . إذا ماتت عائلة دييل الحاكمة، تنتقل الحقوق إلى ثاني أقدم سلالة في المنطقة. من الناحية النظرية، فإن نسب dyëll يزود البود بزعيمه، لكن السلطة قد تعود إلى النسب الأكثر أهمية. وفي هذه الحالة يحتفظ النسب الأصلي بمكانته وحقوق ملكية الأرض. اعتمدت بعض المجموعات (مثل Odong Paنيكانغ) نظام تناوب السلطة بين الخطين (أو الثلاثة) الأكثر أهمية. 

#### هاملت (باجو)

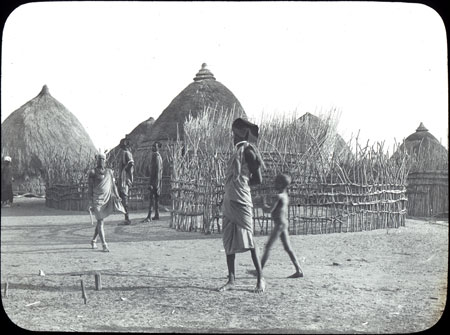
شيلوك باجو

داخل كل مجموعة ( podh ) توجد قرى صغيرة ( pajø ). يسكن باك أفراد من نفس النسب. قد تتكون بعض القرى الصغيرة من مسكن واحد فقط، ولكن قد يحتوي بعضها الآخر على أكثر من خمسين مسكنًا. الباجو هي عائلة بمعناها الأوسع. يتكون المسكن التقليدي من كوخين ( جول ) يفصل بينهما مساحة صغيرة محاطة بسيقان الدخن أو الحصير الخشن. تم بناء المنازل حول حظيرة كبيرة مشتركة للماعز والأبقار. كوخ كبير ( lwagø ) يؤوي الماشية خلال موسم الأمطار. خلال بقية العام، الكوخ هو نزل للضيوف الأجانب وقاعة المدينة. 

#### العائلة (غولو، أو "كالو"غول)
بالامتداد، تعني كلمة "غول " أو "كالو" أو ("المنزل") أيضًا "العائلة". وبالمعنى الأخير، فإن الجول هي أصغر وحدة في مجتمع الشلك. الرجل غير المتزوج ليس له بيت خاص به؛ الأفراد غير المتزوجين مرتبطون بجول والدهم. إذا توفي والده، ينضم الشخص الأعزب إلى غول أخيه الأكبر المتزوج على قيد الحياة. وصاحب البيت هو رب أسرته، وهو المسؤول عن سكانه وقطيع الأسرة. وبما أن العلاج التقليدي للجريمة هو دفع ثمن الماشية، فإن رب الأسرة (وليس مرتكب الجريمة) هو المسؤول عن الجريمة. 

### الطبقات
تم تقسيم شعب الشلك إلى أربع فئات.

#### كوارث

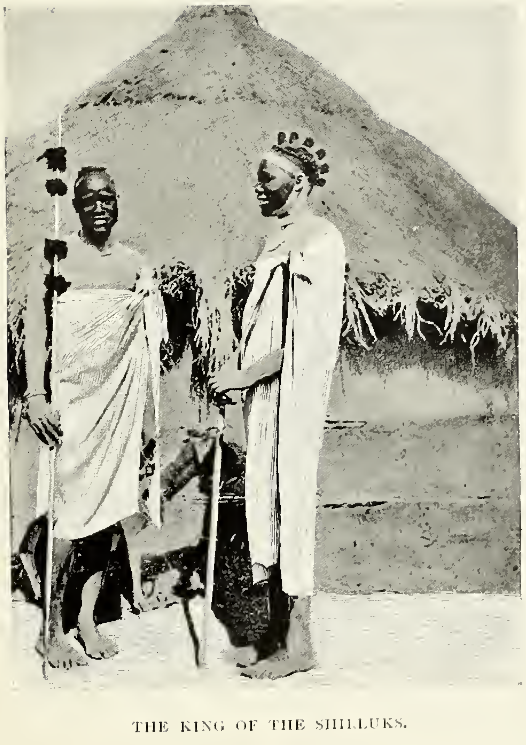
ملك الشلك عام 1908

كوارث ( كوا تعني "سلف"؛ ريث تعني "ملك") هي العشيرة الملكية لأحفاد نيكانغ. وهذه المجموعة منتشرة على نطاق واسع، ويمتلك أعضاؤها أكبر عدد من الزوجات. وعلى الرغم من عدم وجود سلطة سياسية حاليًا، إلا أن أعضاء هذه الطبقة يشكلون طبقة أرستقراطية ريفية. يحمل الأعضاء أحد الألقاب الأربعة: 
- ريث : الوصي، الذي يخلف عن طريق البكورة الذكر
- نيريث : الأمير أو الأميرة؛ وإذا كان ذكراً فهو الوريث المفترض
- نياريث : ابن نيريث
- كوار نيريث : ابن نيريث الأصغر

#### أورورو
أورورو هو فرع من السلالة الملكية التي فقدت مكانها في خط الخلافة. أعضاؤها يشبهون بقية السكان، باستثناء وظائفهم الطقسية المتعلقة بالملوك. 
في عهد الملك أوداجو، هُزم الشلك على يد الدينكا بعد معركة ضد الأنواك . بعد هذه النكسة، تقرر في مجلس حربي تجنيد جميع الأمراء في المعركة في اليوم التالي. عبر الجيش المجند النهر للمعركة، باستثناء الأمير دواده ( Dïwäädø wäd Ocøllø ). وكانت المعركة مذبحة قُتل فيها جميع الأمراء. أصبح دواد ملكًا، وخفض رتبة كل أبناء الأمراء المتوفين إلى طبقة كولو . منذ ذلك الحين، أصبح أحفاد دواد فقط هم المؤهلون للالتحاق بطبقة كوار ريث. أُطلق على أولئك الذين هبطوا إلى الدرجة الثانية لقب Ororø ("ابن حشد من الفتيات الصغيرات"). 

#### تشولو (كولو)
تضم هذه الفئة معظم عشائر الشلك وأغلبية شعب الشلك. أعضاؤها هم من نسل عشائر نيكانغ الجانبية (عشائر جو، أوذو كالو )، أو أحفاد رفاق نيكانغ في المنفى (عشائر أبوجو ، مويو أوكوايولو )، أو كوايونغو، نسل الشعوب الأخرى التي استقرت في بلاد الشلك ( كانت عشيرة كوايانجو في الأصل من عشيرة الدينكا ) وأحفاد الشعوب التي استقرت في بلاد الشلك قبل وصول نيكانج (عشيرة عمان ).  كانوا مثل كوامويووهم في الأصل من نسل النوير في مملكة الشلك (شولو).

#### بانج ريث: بانجنج رادهو
بانج ريث هي الطبقة التي يملكها الملك. وتتكون من مجموعتين: المجموعة الأولى تضم زوجاته الملكيات وأرامل الملوك الموتى، والثانية تضم الأقنان (أحفاد العبيد الذين تم أسرهم في الغارات، أو المتطوعين تحت حماية الملك بسبب جريمة عنيفة). 

## الدين والأساطير

### نسب نيكانغ

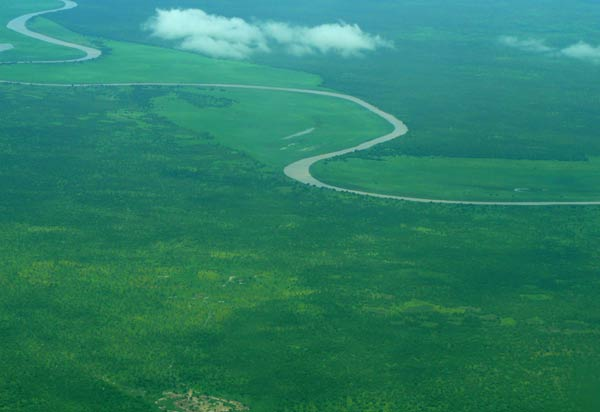
نهر السوباط في جنوب السودان حيث أسس الملك نيكانج الأول مملكة الشلك.

الشلك، كغيرهم من الشعوب النيلية، لا يعيرون أهمية كبيرة لعلم الكونيات. يركز الشلك على شخصية عاشت منذ زمن طويل وكانت حياته محاطة بالأسطورة: الملك نيكانغ.  كانت أصوله تعتبر إلهية. بقرة بيضاء تدعى دين أدوك أنجبت قرعًا. ولما تمزقت، قام رجل اسمه كول ولد كولو أومارو، الذي ولد وات مو، الذي ولد أوكو.  
قيل أن أوكوا زارت ضفة نهر ورأيت شابتين جميلتين، نياكايو (نييكايو) وأونغواك، تخرجان من الماء. كان لديهم شعر طويل، وكان جزء من أجسادهم على شكل تمساح. أمسكهم أوكوا وأخذهم بالقوة. صرخاتهم نبهت والدهم، دونييل جوكوا، الذي كان في مكان قريب. كان دانييل رجلاً على جانبه الأيمن، ولكن تمساحًا على يساره. بعد بعض المناقشات، وافق دونييل على إعطاء ابنتيه لأوكوا (أوكوا) بمهر العروس المرتفع. نيكانغ أنجبت عدة أطفال. اعتبر البعض نيكانغ ابنه الأكبر، لكن وفقًا لآخرين كان ابنه الأصغر. يقول تقليد آخر أن شقيق نيكانغ التوأم كان دوات.  هناك اعتقاد شائع يربط بين التقاء نهر السوباط والنيل الأبيض مع منزل نياكايو. 

### النفي
أدت وفاة أوكوا إلى بدء العداء بين نيكانغ وشقيقه دوات حول الخلافة الملكية. أصبح دوات ملكا. رفض نيكانغ قسم الولاء، وقرر الانتقال إلى مكان آخر مع عائلته. تختلف الأسماء باختلاف إصدارات الأسطورة، على الرغم من تسمية أومولو جو وجو نيالو أكوا بشكل شائع.
وعندما كان نيكانغ يغادر، طلب منه دوات أن ينظر خلفه وهو يلقي عصا طويلة حادة تجاه أخيه غير الشقيق. وبهذه البادرة، أشار دوات إلى أن المهاجرين لن يعودوا أبداً. ومع ذلك، أخذ نيكانغ العصا واستخدمها لزراعة المحاصيل.
بعد عدة أيام من السفر، وصلت مجموعة المهاجرين إلى أرض يحكمها الساحر ديم (ديمو). تزوج نيكانغ وأنجبت منه زوجته ولداً اسمه داك (داجو). واستقر الهاربون بالقرب من مصب نهر السوباط في النيل الأبيض، وأسسوا مملكة الشلك.